# Necro (rapper)

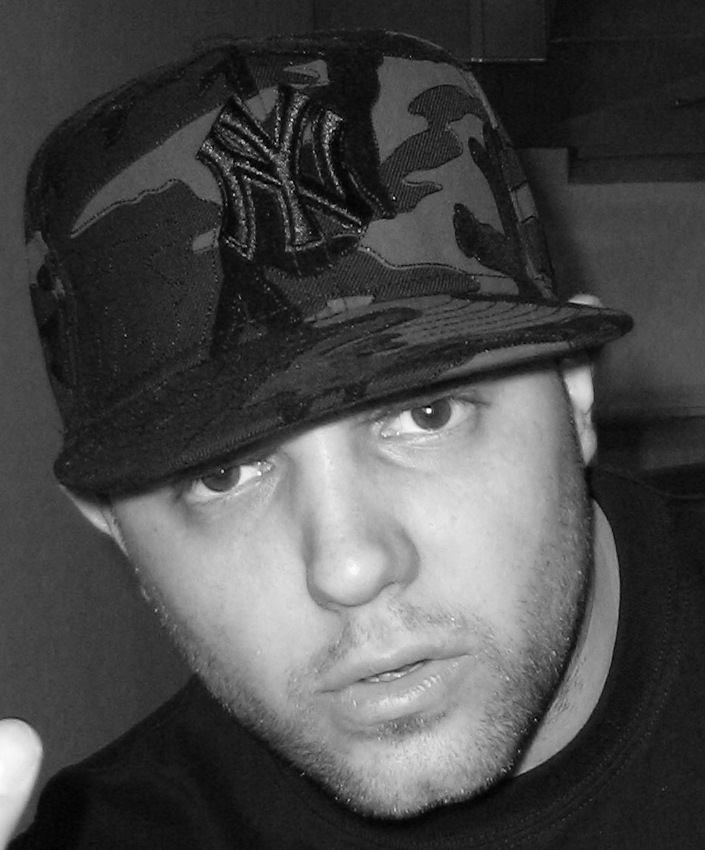
Necro

Ron Braunstein (geboren 1976), beter bekend onder zijn artiestennaam Necro, is een indie death rap, hardcore hiphop rapper uit Brooklyn, New York, bekend in de hiphopgemeenschap om zijn buitengewoon expliciete teksten. Hij bedacht de term "death rap" om zijn gewelddadige hiphopstijl te beschrijven en om zich te onderscheiden van andere labels bedacht door de media. Tevens is hij de broer van rapper Ill Bill.

## Biografie
Necro wordt gezien als een gevierd hiphopartiest, producer, filmregisseur en als eigenaar van Psycho+Logical-Records (opgericht in november 1999) waaronder Necro al zijn eigen albums en die van andere artiesten uitbrengt.
In een kleine zeven jaar heeft Psycho+Logical-Records meer dan 23 albums uitgebracht, meer dan 300.000 stuks verkocht en grof geschat 1,5 miljoen dollar verdiend. Dit allemaal eigenhandig op de doe-het-zelf-manier zonder enige hulp van een groot platenlabel.
Necro heeft, alleen al tijdens zijn eerste tournee (The Drugs, Gory Death & Sex Tour) in 2006, in 1000 grote clubs in New York, Los Angeles, Londen en Toronto opgetreden. Elk concert was uitverkocht.